# Lichamelijke conditie
De lichamelijke conditie bepaalt hoe fit iemand is. Het bestaat uit de volgende componenten kracht, uithoudingsvermogen, snelheid, lenigheid (soepelheid) en coördinatie.
Door de lichaamsspieren regelmatig te trainen door middel van sport of andere fysieke inspanningen wordt de conditie gunstig beïnvloed. De voordelen van een goede conditie zijn legio: 
- Men recupereert sneller na inspanningen
- De kans op blessures bij sporten neemt af
- Men heeft meer weerstand tegen ziektes
- Het verlaagt de kans op hart- en vaatziekten
- Het verhoogt stressbestendigheid

Fitness omvat die categorie van lichaamsbewegingen die er specifiek op gericht zijn om bepaalde aspecten van de lichamelijke conditie te verbeteren.